# Distrito de Lira
Lira es un distrito en la región de Lango, situado al norte de Uganda. Como otros distritos de Uganda, su nombre proviene de la ciudad principal de este distrito, Lira. El grupo étnico mayoritario es el Lango. Debido a la ola de violencia que fue desatada en 2002, mucha gente se mudó de distrito.
Hasta 2005, el distrito de Lira abarcó seis condados; Erute, Dokolo, Kyoga, Otuke, Moroto y Lira. Estos fueron subdivididos ese mismo año en 28 condados. De 28 condados, cuatro son divisiones municipales. Hay un total de 192 parroquias con 2.247 aldeas.
Posee una superficie de 432 kilómetros cuadrados y una población de 530342. Su densidad de población es de 1228 persona por km².
Hoy, con la creación de 2 distritos nuevos en 2005, Lira se compone de 5 condados separados; Erute del norte, Erute del sur, Otuke, Moroto, y municipio de Lira.
Entre 2006 y 2007, Lira experimentaba una vuelta masiva de IDP (personas internamente desplazadas). 310000 de los 350000 exiliados regresaron en un lapso de 14 meses, lo que provocó varios inconvenientes.
La situación actual es relativamente pacífica.
- Datos: Q206519
- Multimedia: Lira, Uganda / Q206519